# Jean Payen
Jean Payen (* 1. September 1916 in Charleroi; † 12. Februar 1945 im KZ Mittelbau-Dora) war ein belgischer römisch-katholischer Geistlicher und Märtyrer.

## Leben
Jean Payen wurde in Gosselies, einem Stadtteil von Charleroi, geboren. Er besuchte die Schule in Woluwe-Saint-Lambert/Sint-Lambrechts-Woluwe und das Collège de Bonne-Espérance in Vellereille-les-Brayeux (Estinnes). Nach Absolvierung des Priesterseminars in Tournai wurde er 1942 zum Priester geweiht.
Als Vikar in Binche (zwischen Mons und Charleroi) stellte er sich in den Dienst der belgischen Résistance. Am 25. Mai 1943 wurde er von der Gestapo verhaftet und kam über das Gefängnis Charleroi im März 1944 in das Gefängnis Saint-Gilles/Sint-Gillis. Die weiteren Stationen seines Leidensweges waren: KZ Esterwegen, Lager Groß Strehlitz, KZ Groß-Rosen und schließlich das KZ Mittelbau-Dora. Dort starb er am 12. Februar 1945 im Alter von 28 Jahren.

## Gedenken
In Gosselies ist die Rue Abbé Jean Payen nach ihm benannt.